# UB-103号潜艇
陛下之UB-103号艇是德意志帝国海军于第一次世界大战期间建造的其中一艘UB-III型近岸潜艇或称U艇。它由汉堡的布洛姆与福斯船厂承建，于1917年7月7日新船下水，至同年12月18日交付使用。其全长55.3米，水面及水下排水量分别为510吨和629吨，艇载武器则包括五具500毫米鱼雷发射管以及一门105毫米口径甲板炮。UB-103号入役后曾被部署至佛兰德区舰队，并参与了大西洋潜艇战。在六次巡逻期间，该艇合共击沉15艘协约国或中立国商船，容积总吨累计为25999吨。1918年8月14日，UB-103号在佛兰德附近海域触雷沉没，艇内37名官兵全数阵亡。

## 设计
UB-103号是汉堡布洛姆与福斯船厂承建的第三批次（UB-103至UB-117号）UB-III型潜艇的首艇，由德意志帝国海军潜艇监察局于1917年2月6日订购，至同年7月7日下水。其全长55.30米，舷宽5.80米。艇体采用双壳体结构，水面及水下排水量分别为510吨和629吨，浮起时的吃水深度为3.70米。由于无需像UC-II型艇那样提供水雷布设装置，设计工程师对潜艇舷弧进行了优化，增大了司令塔体积，配备两具潜望镜，司令塔与控制室之间增加一道水密舱壁。这些改进显著提高了潜艇的水下机动性和生存力。为了达到更高的航速，UB-103号采用两台猛狮-伏尔铿六缸四冲程550匹公制馬力（405千瓦特）柴油机用于水面运行，以及两台394匹公制馬力（290千瓦特）的西门子-舒克特电动发电机用于水下航行；水面最高航速13.3節（24.6每小時），水下7.5節（13.9每小時）；能够在水面以6節（11每小時）航速续航7,420海里（13,740），或以4節（7.4每小時）连续在水下航行55海里（102）而无需充电。
UB-103号的主武器为五具500毫米艇艏鱼雷发射管，其中艇艏四具采用层叠式布局分居两侧、艇艉一具，并可搭载合共10枚G6型鱼雷。辅助武器则是一门105毫米45倍径速射炮。其标准船员编制为3名军官加31名水兵。

## 服役历史
1917年12月18日，UB-103号在前UB-16和UC-47号艇长、海军上尉保罗·洪迪乌斯的指挥下正式入役，随即展开海试。完成海试后，该艇于1918年3月8日被编入驻泽布吕赫的佛兰德区舰队，并参与了大西洋潜艇战，足迹遍及英吉利和圣乔治海峡、利泽德和斯塔特角周边、以及北海的霍夫登水域。在六次巡逻期间，该艇合共击沉15艘协约国或中立国商船，容积总吨累计为25999吨。其中，容积最大的受害者是4241总吨的英国轮船安忒洛斯号（Anteros）；它于1918年3月24日在从曼彻斯特空载驶往塔尔伯特港途中，在距斯塔克岩西北约16海里（30）处遭鱼雷击沉，并造成1人罹难。
1918年8月14日，UB-103号在从泽布吕赫启航执行第六次巡逻后，于佛兰德附近海域触雷沉没，艇内37名官兵全数阵亡。艇长洪迪乌斯上尉其后获追授功勋勋章。尽管英国方面声称该艇是于同年9月16日遭SSZ1号飞艇和多艘流网船驱逐入多佛尔屏障，继而被炸沉。但通过对该区域进行的广泛搜索却没有发现残骸。考虑到该日期所要求的潜艇巡逻时间过长（34天，而UB-103号在此前的巡逻中从未超过19天），这种说法难以成立。

## 袭击历史摘要
| 日期          | 船名                | 船籍 | 吨位 | 结局 |
| ------------- | ------------------- | ---- | ---- | ---- |
| 1918年3月20日 | 厄洛斯号            | 瑞典 | 858  | 击沉 |
| 1918年3月21日 | 泰尔豪格号          | 英国 | 1483 | 击沉 |
| 1918年3月24日 | 安忒洛斯号          | 英国 | 4241 | 击沉 |
| 1918年4月22日 | 埃里克·卡尔弗特号   | 英国 | 1862 | 击沉 |
| 1918年4月28日 | 厄尔巴号            | 英国 | 1081 | 击沉 |
| 1918年5月2日  | 托尔莎号            | 英国 | 1319 | 击沉 |
| 1918年5月3日  | 瓦西列夫斯·乔治斯号 | 希腊 | 3651 | 击沉 |
| 1918年6月10日 | 柏格号              | 英国 | 2111 | 击沉 |
| 1918年6月11日 | 罗蕾号              | 英国 | 2686 | 击沉 |
| 1918年6月12日 | 库尔号              | 英国 | 1095 | 击沉 |
| 1918年7月11日 | 古托姆王号          | 挪威 | 731  | 击沉 |
| 1918年7月15日 | 布雷顿角号          | 法國 | 1464 | 击沉 |
| 1918年7月15日 | 旺代号              | 法國 | 892  | 击沉 |
| 1918年7月16日 | 林姜号              | 法國 | 1564 | 击沉 |
| 1918年7月21日 | 阿沃尔号            | 法國 | 961  | 击沉 |

## 脚注
1. ↑  Rössler，第66頁.
2. 1 2 3  Helgason, Guðmundur. . German and Austrian U-boats of World War I - Kaiserliche Marine - Uboat.net.   [2022-05-30].
3. 1 2 3 4  Gröner 1991，第25-30頁.
4. 1 2 3  Helgason, Guðmundur. . German and Austrian U-boats of World War I - Kaiserliche Marine - Uboat.net.   [2015-03-09].
5. ↑  陈进，第239頁.
6. ↑  NARS，第55頁.
7. 1 2  Helgason, Guðmundur. . German and Austrian U-boats of World War I - Kaiserliche Marine - Uboat.net.   [9 March 2015].
8. ↑  Helgason, Guðmundur. . German and Austrian U-boats of World War I - Kaiserliche Marine - Uboat.net.   [2022-05-30].
9. ↑  Gibson & Prendergast，第318頁.